# Switch hitter

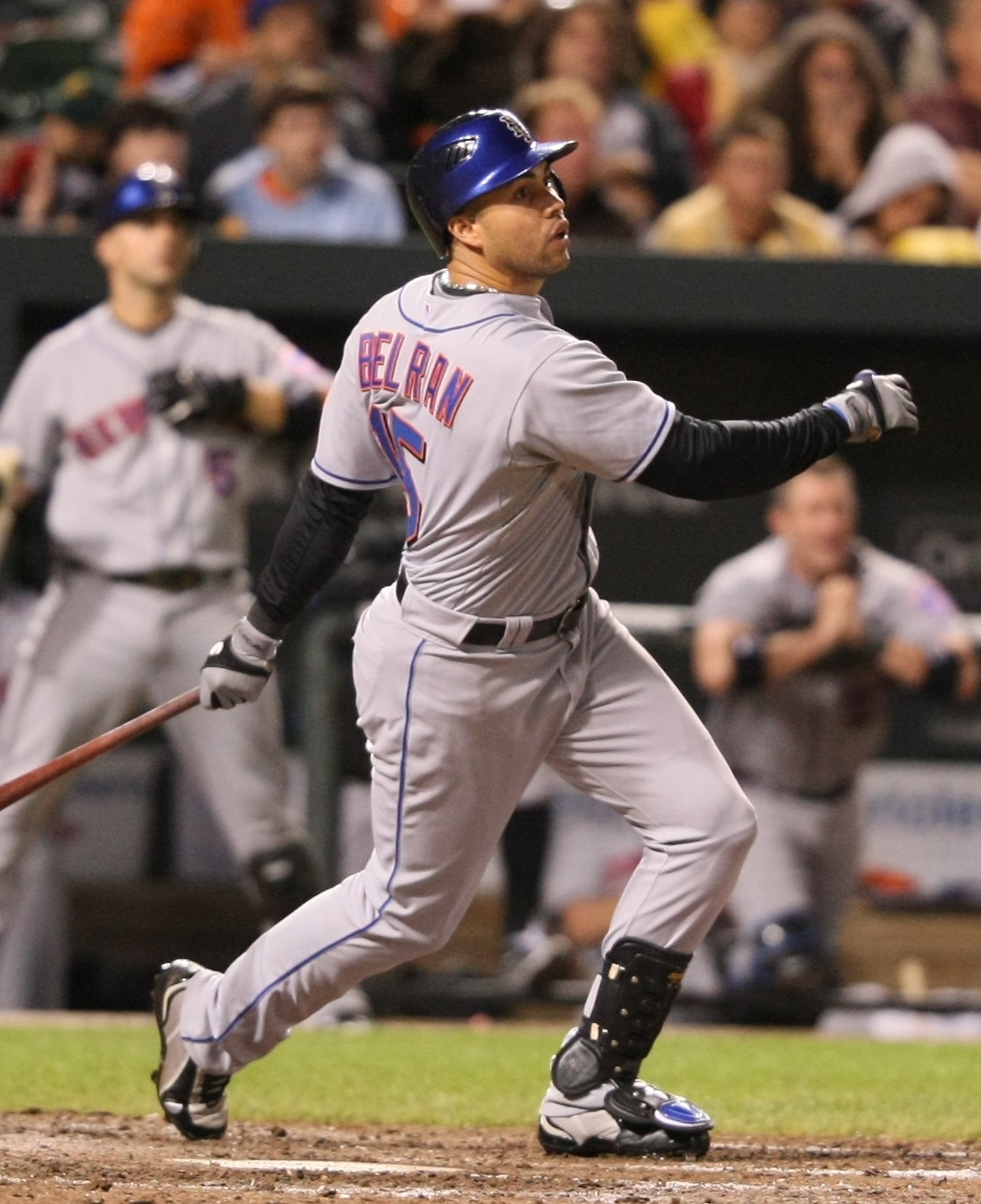
Carlos Beltrán – switch hitter występujący w New York Yankees.

Switch hitter – w baseballu jest to pałkarz specjalizujący się w odbijaniu piłki zarówno prawą jak i lewą reką.
Statystycznie praworęczny pałkarz częściej odbija piłkę narzuconą przez leworęcznego miotacza i na odwrót. Przykładowo w sezonie 2006 leworęczny designated hitter Jim Thome (wówczas w Chicago White Sox) stając naprzeciw praworęcznych miotaczy osiągnął średnią uderzeń 0,321 i zdobył 36 home runów, zaś po piłkach narzuconych przez leworęcznych miotaczy miał średnią 0,236 i zdobył 6 home runów.
Switch hitter ma wybór ustawienia się z lewej lub prawej strony bazy domowej.